# Xavier-Robert François
Xavier-Robert François (Aarlen, 1 juli 1994) is een Belgisch-Luxemburgs basketballer.

## Carrière
François speelde in de jeugd van RB Alliance Arlon, AWBB Academy, Liège Basket en SIG Strasbourg. Hij maakte bij Strasbourg zijn debuut en speelde er tot in 2015. In 2015 keerde hij terug naar België en ging spelen voor Kangoeroes Willebroek waar hij twee jaar later vertrok naar Bergen. Bij Belfius Mons-Hainaut bleef hij ook twee seizoenen voordat hij ging spelen voor het Luxemburgse Résidence Walferdange.
François was een jeugdinternational voor de Belgische ploeg. Hij nam namens Luxemburg deel aan de Spelen voor Kleine Staten in 2019 waar ze zilver wonnen. Vier jaar later op dezelfde Spelen in Malta won hij met de Luxemburgse ploeg goud.

## Erelijst
- Frans bekerwinnaar: 2015
- Spelen van de Kleine Staten van Europa 2019
- Spelen van de Kleine Staten van Europa 2023